# 先驱者金星联合探测器
先驱者金星联合探测器（英語：Pioneer Venus Multiprobe），也称作“先驱者金星2号”或“先驱者13号”，是1978年美国航空航天局作为先驱者金星计划的一部分而发射的一艘金星探索器。该部分任务包括从地球发射一艘携带一大三小四颗探测器的航天器，于1978年12月9日进入金星大气层。之后，航天器和四颗探测器分离，分别在不同位置穿越金星厚厚的大气层并传回探测数据。

## 背景
1978年还发射了另一艘轨道飞行器，它与本次探测任务一样，是整个先驱者金星计划的一部分。虽然该探测器于1978年就进入金星大气层，但在整个20世纪80年代和90年代初，轨道飞行器都一直都在轨道上运行（详见先驱者金星轨道器）。下一次主要任务是麦哲伦号金星探测器，这是一艘使用雷达穿透不透明云层绘制出金星表面地图的轨道飞行器。 
美国宇航局的另一项发射任务是探索木星的伽利略号探测器。

## 航天器

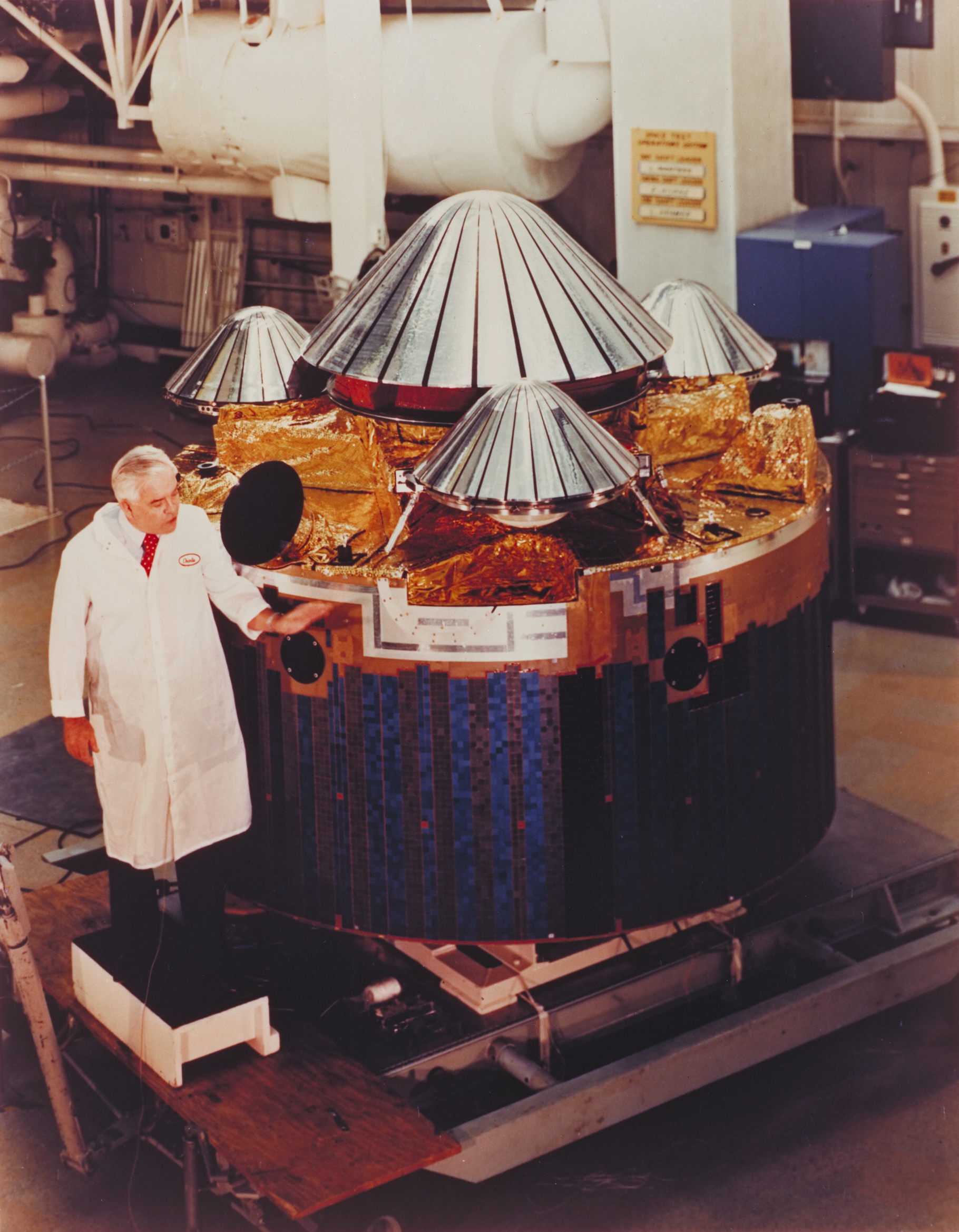
安装在先驱者金星飞行平台上的探测器

先驱者金星联合探测器飞行平台由休斯飞机公司，依据HS-507型卫星平台所制造。外观呈圆柱形，直径2.5米，质量为290千克。与所搭载的探测器要到达低层大气中才开始测量不同，飞行平台直接从金星高层大气向地球传回数据。
该飞行平台的目标是以较小的切入角进入金星大气层并传回数据，直到被大气摩擦所产生的热量烧毁，其目的是研究大气层以下至地表的大气结构和组成、云层的性质及成分、低层大气中的辐射场和能量交换以及有关大气环流模式的局部信息。在没有隔热罩或降落伞的情况下，该平台使用两种仪器对高层大气层进行了测量 ：
- BIMS -一台离子质谱仪检定金星大气层的起源和长期趋势、高层大气层动力、能量平衡以及太阳辐射和行星际物质对这些层的影响。该仪器的测量范围为1到46原子量，功率6瓦，重量为5千克。
- BNMS - 中性质谱仪，用来测量太阳风和金星之间的相互作用，金星大气层上层的光化学和热量分布。它的测量范围为1至60原子量，重量为1千克，功率约1瓦。

该飞行平台解体前的下降高度大约为距地表110公里的高空。

## 探测器
飞行器携带了一大三小四台大气层探测器，主要在下降过程中，收集金星大气层数据。这些探测器都没携带摄像设备，也并非为着陆而设计，除大探测器外，三台小探测器均没配备降落伞，大探测器的降落伞预计在接近地面时分离。所有四台探测器在撞击地表前都持续发回了数据，其中有一台落地后幸存并继续传回数十分钟的数据。

### 大探测器

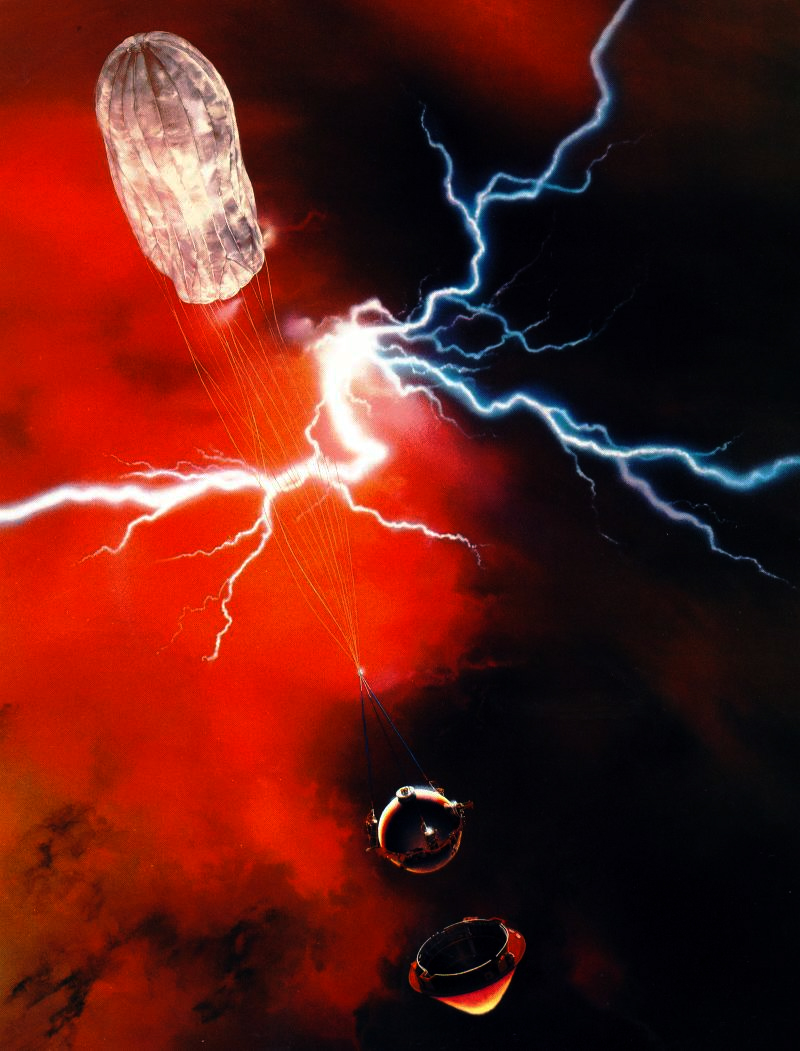
先驱者金星大探测器打开降落伞（艺术想像图）

该台大探测器进行了七项探测活动，都是在一台密封的球形压力容器中进行的，具体为：
- 中性质谱仪测量大气成分；
- 气相色谱仪测量大气成分；
- 太阳通量辐射计测量穿透大气层的太阳通量；
- 红外辐射计测量红外辐射分布的；
- 云粒径谱仪测量颗粒大小和形状的；
- 浊度计搜索云粒子；
- 温度、压力和加速度传感器。

这台压力容器外包着一具鼻形锥和尾部护罩，在金星夜晚侧的赤道附近约以11.5公里/秒的速度进入大气层，在67公里高度打开了降落伞。大探测器直径约为150厘米，压力容器本身直径为73.2厘米。

### 小探测器

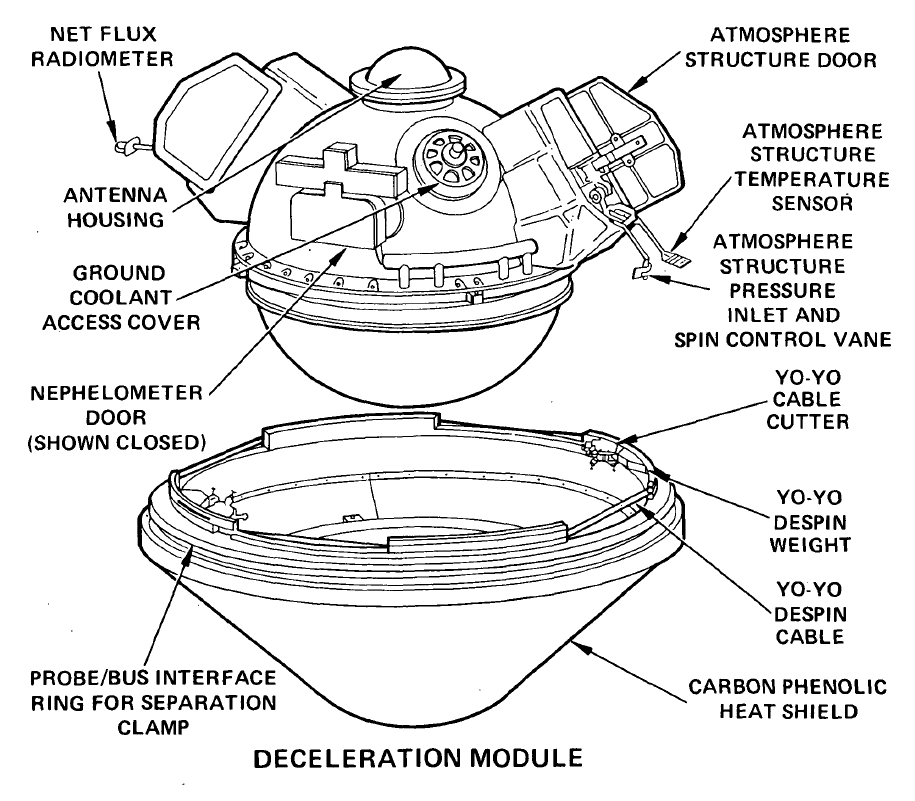
一台小探测器（1-天线、2-温度传感器、3-正面护罩、4-密封容器，5-浊度计，6-辐射计）

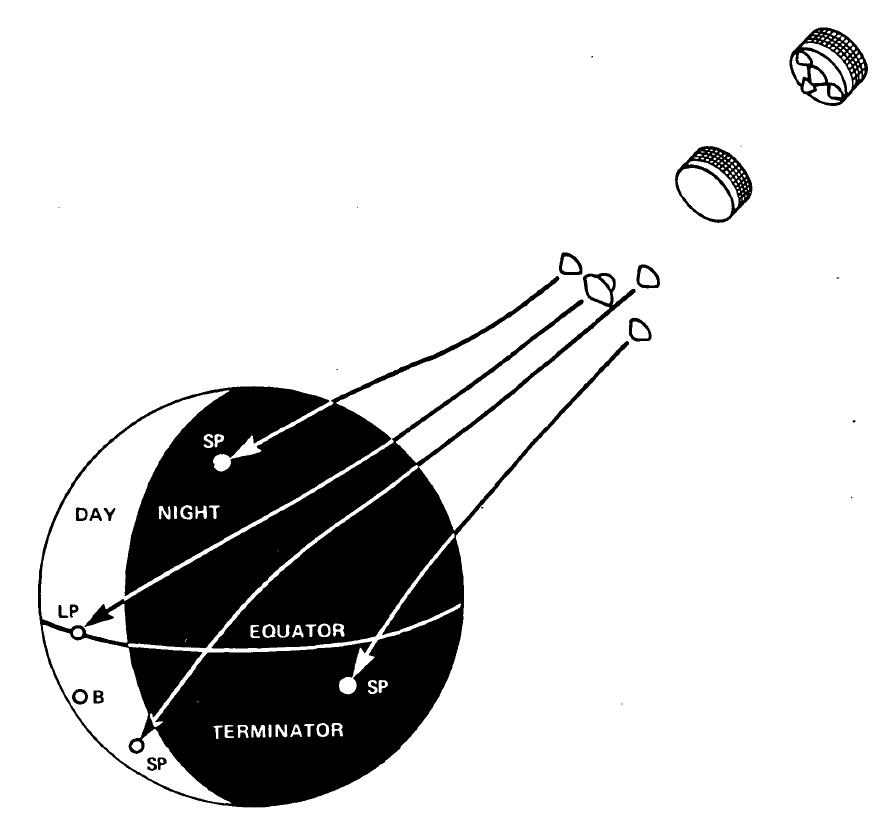
先驱者金星联合探测器的进入点

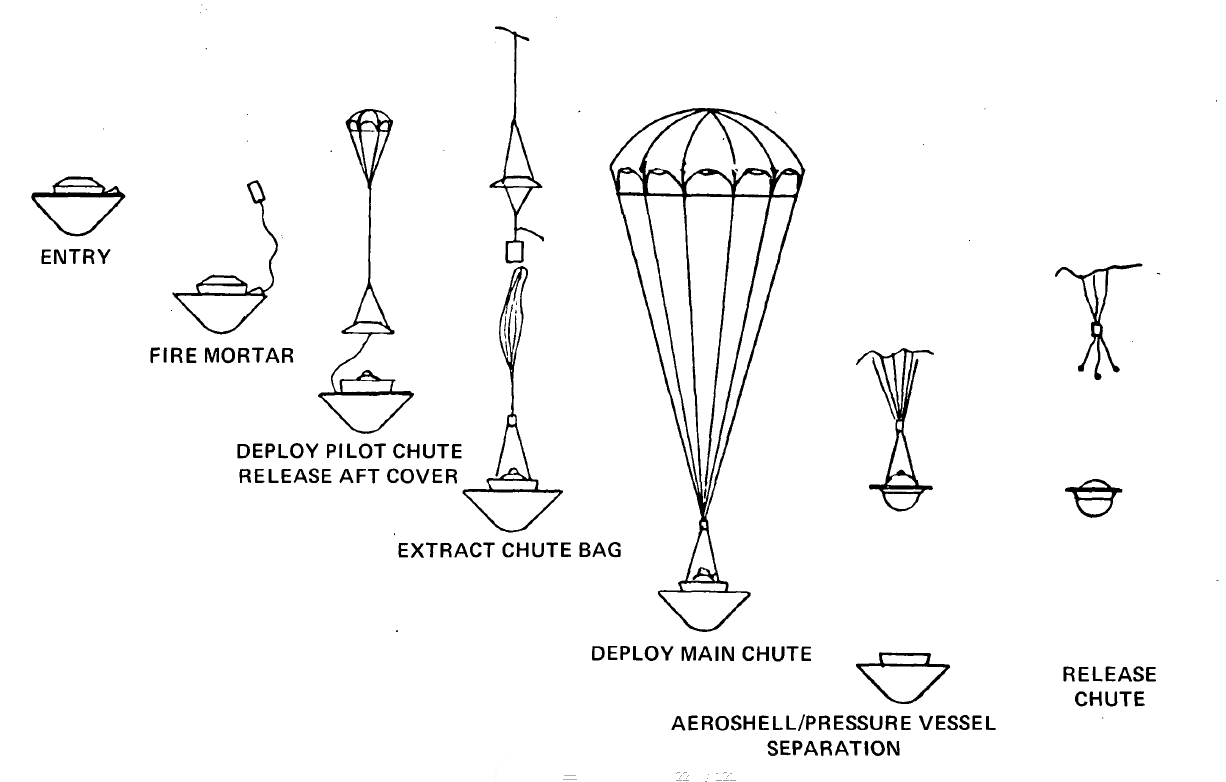
先驱者金星大探测器的下降过程

部署的三台小探测器完全相同，直径均约0.8米，这些探测器由球形压力容器组成，下半部包裹着一层罩壳，但与大型探测器不同的是，它们没有降落伞，护罩也不与探测器分离。
携带的探测仪器有：
- 测量大气成分的中性质谱仪
- 测量大气成分的气相色谱仪
- 测量穿透大气层辐射功率的太阳通量辐射计
- 测量红外辐射分布的红外辐射计
- 云粒径分光计，用于测量颗粒大小和形状
- 搜索云粒子的浊度计
- 温度、压力和加速度传感器

来自所有四台探测器的无线电信号也被用来反映大气层中风、湍流和环流的特征。这些小型探测器分别探测该行星的不同地区，并据此命名。
- “北方探测器”进入到北纬60度附近的白昼区大气层；
- “夜间探测器”当天进入夜间区大气层；
- “白昼探测器”进入了白昼区大气层，是四台探测器中唯一一台在撞击后仍持续发送无线电信号的探测器，持续了一个多小时。

## 发射
1978年8月8日7时33分，先驱者金星联合探测器由擎天神 SLV-3D 半人马座-D1AR火箭，从卡纳维拉尔角 LC-36A发射台发射升，为顺利抵达金星，该探测器被部署在日心轨道上。

## 抵达金星
在联合探测器到达金星之前，四台探测器搭载在主飞行平台上，1978年11月16日大探测器释放，11月20日三台小探测器相继被释放。
所有四台探测器和飞行平台于1978年12月9日抵达金星，世界时18点45分32秒，大探测器率先进入大气层，随后在接下来的11分钟内，其他三台小探测器先后进入大气层，飞行平台于20点21分52秒最后一个进入，并于20点22分55秒在110公里的高度发回最后一次信号。
四台探测器在撞击金星地表前一直在传输数据，白昼探测器在撞击中幸存下来，继续在地面发回了一个多小时的数据。
 
|                     | 大探测器    | 北方探测器 | 白昼探测器   | 夜间探测器  | 飞行平台                 |
| ------------------- | ----------- | ---------- | ------------ | ----------- | ------------------------ |
| 进入时间 (200 公里) | 18:45:32    | 18:49:40   | 18:52:18     | 18:56:13    | 20:21:52                 |
| 撞击时间            | 19:39:53    | 19:42:40   | 19:47:59     | 19:52:05    | (信号消失于110 公里高度) |
| 信号消失            | 19:39:53    | 19:42:40   | 20:55:34     | 19:52:07    | 20:22:55                 |
| 撞击坐标            | 4.4N,304.0E | 59.3N,4.8E | 31.3S,317.0E | 28.7S,56.7E | 37.9S,290.9E(估计)       |
| 太阳天顶角          | 65.7        | 108.0      | 79.9         | 150.7       | 60.7                     |
| 金星本地时间        | 7:38        | 3:35       | 6:46         | 0:07        | 8:30                     |

## 科学成果
在50公里高度以下，四台探测器测得的温度仅相差几度，表面温度介于摄氏448°和459°之间。地表气压在86.2巴和94.5巴之间。浊度计确定了三层具有不同特征的云层。最突出的发现是36氩/40氩同位素的比值远高于地球大气层中的比值，这似乎表明金星大气层的成因与地球有很大的不相同。大气层探测器的重建轨迹确定，中间云层的平均风速为200米/秒，云层底部的平均风速为50米/秒，而地表的平均风速仅为1米/秒。来自机载传感器的总体数据得到确认，同时也清楚地论证了此次任务之前由苏联金星计划探测器所获得的数据。

## 轨道
1978年先驱者金星联合探测器从地球飞往金星的轨道路径图，这也是发射于那年的先驱者金星轨道器的记录。

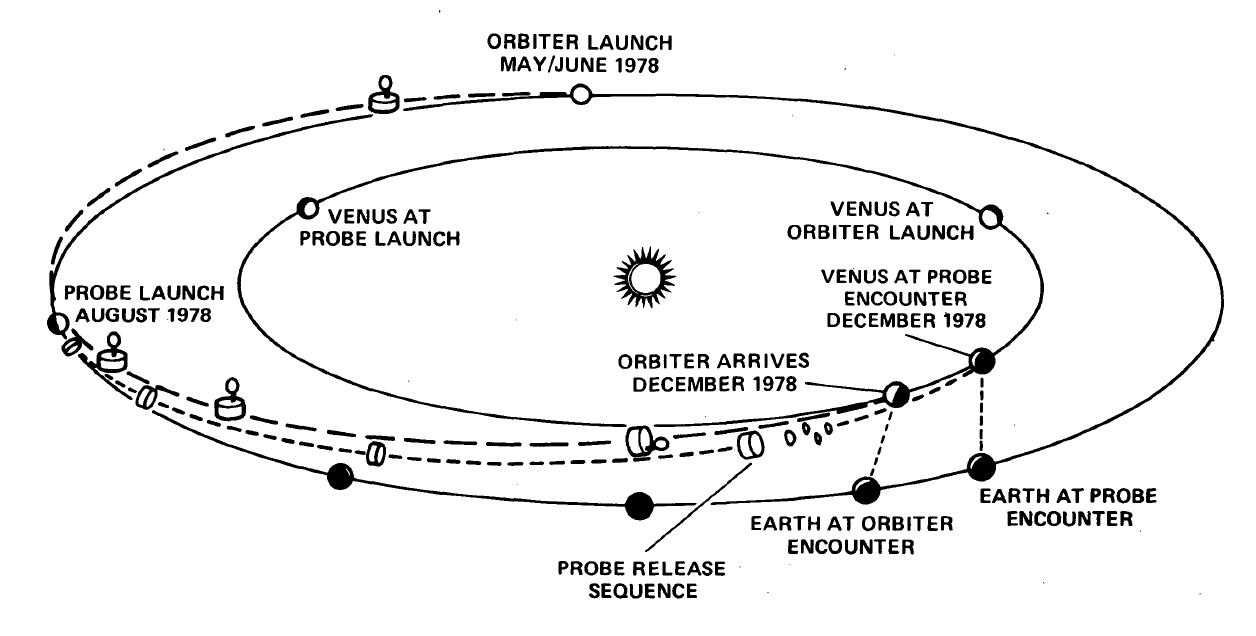
1978年先驱者金星联合探测器轨迹图

## 图形概述

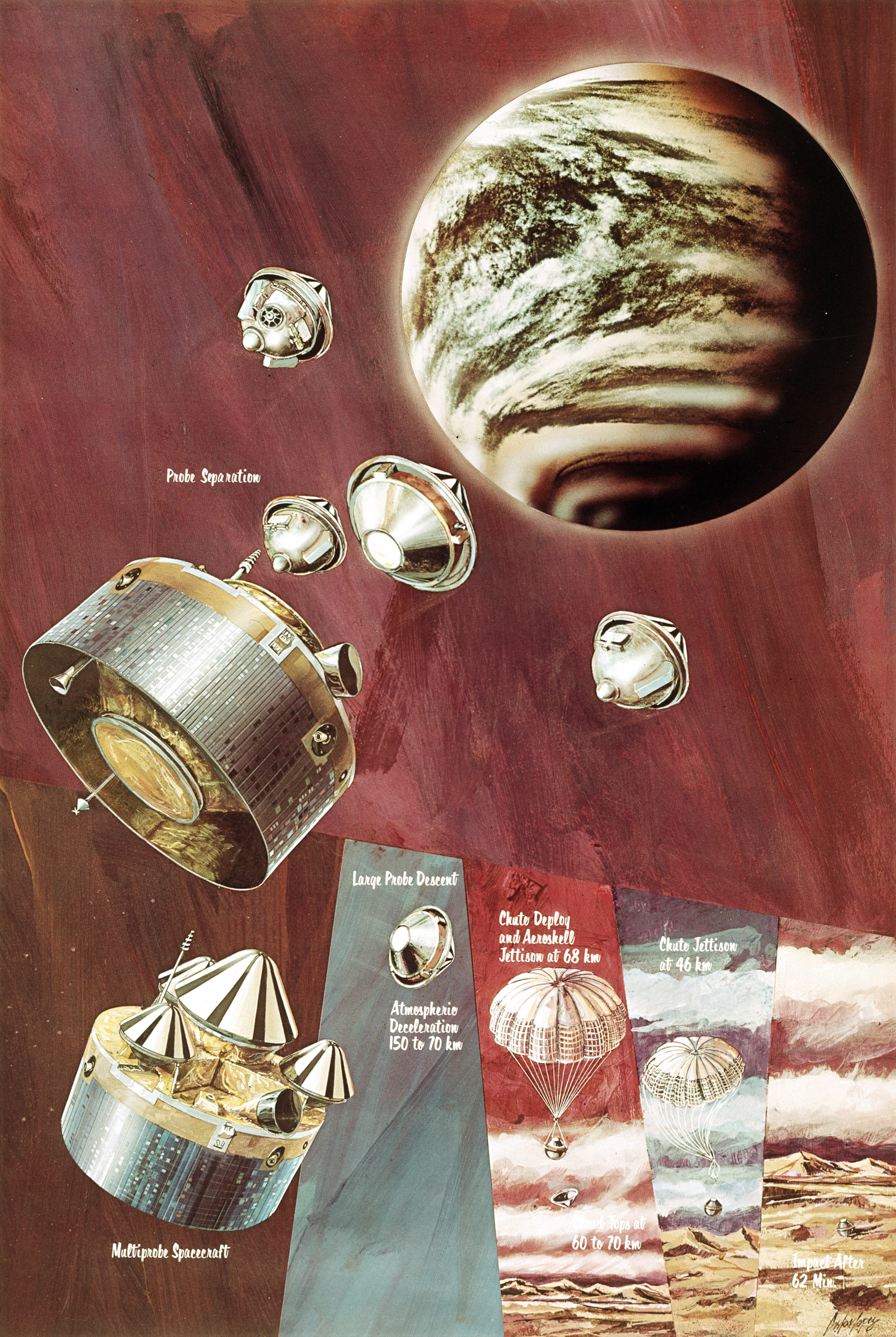
先驱者金星联合探测器信息图

## 另请参阅
- 先驱者金星轨道器
- 金星探索任务列表
- 伽利略号探测器 (伽利略探测器发射的木星大气探测器)